# Jón Ögmundsson
Jón Ögmundsson (1052 - 1121) est le premier évêque de Hólar en Islande de 1106 à sa mort. Il est canonisé par un vote de l'Althing en 1200.